# Audentius
Audentius (en espagnol Audencio) fut évêque de Tolède vers 385-395. 
D'après Gennadius de Marseille, dans son De viris illustribus (480), un certain Audentius - probablement celui-là - est l'auteur du De fide adversus haereticos, un ouvrage aujourd'hui perdu, dans lequel le manichéisme, le sabellianisme et l'arianisme sont attaqués et condamnés. Audentius défend une thèse selon laquelle le Fils, seconde personne de la Sainte Trinité, est coéternel au Père.
Audentius est également cité dans le De scriptoribus ecclesiasticis de Johannes Trithemius comme « un homme de génie dans l'étude des Sainte Écritures ».